# Jean-Pierre Denis
Jean-Pierre Denis (Saint-Léon-sur-l'Isle, 26 marzo 1946) è un regista e sceneggiatore francese.

## Biografia
Denis esordisce nel cinema nel 1980 autoproducendo Histoire d'Adrien, primo lungometraggio di finzione girato interamente in lingua occitana. Il film viene presentato nella Settimana internazionale della critica al Festival di Cannes, dove vince la Caméra d'or come miglior opera prima.
Nel 1987 ritorna a Cannes, questa volta in concorso nella selezione ufficiale con Champ d'honneur. Il film ottiene due nomination ai Premi César 1988, vincendo il premio per la miglior musica.
Raggiunge una più ampia notorietà nel 2000 con Les Blessures assassines, ispirato al caso di cronaca nera delle sorelle Papin, che ottiene quattro nomination ai Premi César 2001, tra cui le due più importanti, per il miglior film e il miglior regista, e vince il premio per migliore promessa femminile con Sylvie Testud (categoria nella quale era nominata anche l'altra interprete principale del film, Julie-Marie Parmentier). Il film viene anche presentato a France Cinéma, dove vince il Gran premio per il miglior film in concorso.

## Filmografia
- Histoire d'Adrien (1980)
- La palombière (1983)
- Champ d'honneur (1987)
- Les Yeux de Cécile - Film per la TV (1993)
- Les Blessures assassines (2000)
- La petite Chartreuse (2005)
- Ici-bas (2011)